# Diego Galo
Diego Fortunato Santos Queiroz, meglio noto come Diego Galo (Diadema, 14 gennaio 1984), è un ex calciatore brasiliano, di ruolo difensore.

## Caratteristiche tecniche
È un difensore centrale.

## Carriera
Ha esordito in Primeira Liga il 25 agosto 2013 disputando con l'Arouca l'incontro perso 1-2 contro l'Estoril Praia.

## Palmarès

### Club

#### Competizioni statali
- Campionato Carioca: 2

Flamengo: 2007, 2008
- Taça Guanabara: 2

Flamengo: 2007, 2008

#### Competizioni nazionali
- Coppa di Lega portoghese: 1

Moreirense: 2018-2018
- Coppa del Portogallo: 1

Desportivo Aves: 2017-2018